# Kailaasa

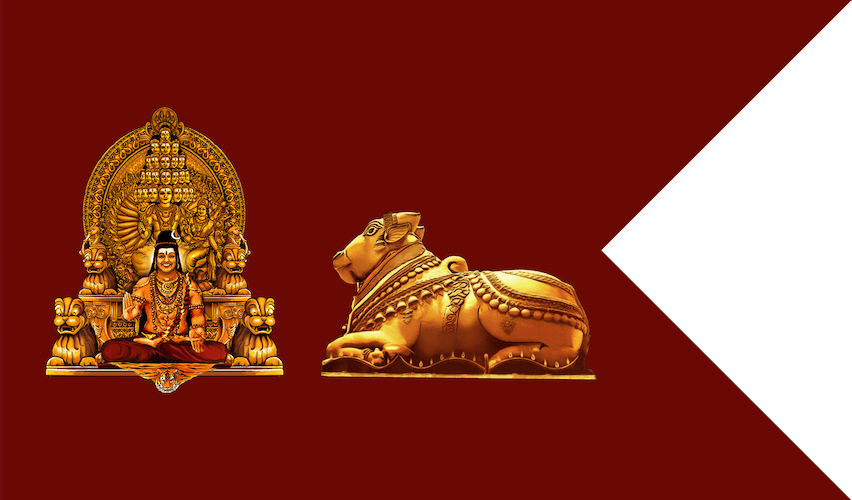
Bandera de la reclamada Nación Hindú Kailaasa

Kailaasa es una nación ficticia y falsa fundada por el gurú hindú Nithyananda en diciembre de 2019. Nithyananda, quien ha sido descrito como líder de una secta, afirmó haber creado un nuevo microestado "nación Hindú" y afirma que Kailaasa es la única nación hindú soberana del mundo. Kailaasa ha sido ampliamente considerado un "país falso".

## Historia
En diciembre de 2019, Nithyananda afirmó que había creado una nueva "nación hindú" microestado llamada Kailaasa (también conocida como Shrikailasa y Estados Unidos de Kailaasa o USK) y afirmó emitir pasaportes, moneda y otros documentos. En su anuncio, dijo: "Kailaasa es una nación sin fronteras creada por hindúes desposeídos de todo el mundo que perdieron el derecho a practicar el hinduismo auténticamente en sus propios países". Nithyananda afirma que Kailaasa es la única nación hindú soberana en el mundo. Kailaasa también ha sido descrita como una red de organizaciones no gubernamentales que abarcan tres continentes.
Según un comunicado de alguien identificado como el secretario de prensa de Kailaasa: "Se estableció en el espíritu de un país como la Orden Soberana y Militar de Malta, una nación sin fronteras orientada al servicio". El sitio web MoneyControl, que informó sobre esto (basándose en una cobertura de CBS News), también afirmó que Kailaasa "opera a través de un grupo de ONGs de múltiples países", lo que sugiere (junto con la declaración "Kailaasa es una nación sin fronteras") que no existe como un territorio geográfico. En contraste, India Today informó (basándose en gran medida en material promocional autopublicado en Kailaasa.org) que Nithyananda había comprado una isla frente a la costa de Ecuador para Kailaasa; sin embargo, el artículo también afirmaba que estaba "cerca de Trinidad y Tobago", lo que es físicamente imposible, ya que esas islas están en el lado opuesto del continente sudamericano con respecto a Ecuador.
En agosto de 2020, Nithyananda anunció el Banco de Reserva de Kailaasa y lanzó su moneda oficial de oro, el dólar Kailashiano. Dijo que el diseño de las monedas se inspiró en la moneda de "las antiguas 56 naciones hindúes". Afirmó que el banco estaría estructurado según el modelo del Banco del Vaticano.
En diciembre de 2020, Nithyananda anunció que Kailaasa había comenzado a emitir visas de tres días para turistas. Según su anuncio, los titulares de la visa deberán viajar desde Australia en un servicio de vuelos chárter recién lanzado, Garuda, y todos los visitantes recibirán comida y alojamiento durante su estancia.
El consenso general en la prensa convencional es que Kailaasa es un "país falso" ficticio e incluso una estafa.

## Relaciones internacionales

### Paraguay
En noviembre de 2023, el jefe de gabinete del Ministerio de Agricultura de Paraguay fue reemplazado después de que el gobierno descubriera que había firmado un memorando de entendimiento con representantes de Kailaasa. Un informe de la revista New York en 2023 sugiere que Nithyananda ha estado promoviendo actividades relacionadas con Kailaasa durante al menos 20 años. Estas incluyen múltiples intentos de convencer a ciudades y regiones en Estados Unidos, Canadá y otros países de establecer acuerdos de "ciudades hermanas" u otros reconocimientos oficiales para Kailaasa, lo que ha resultado en varios escándalos desde el nivel municipal hasta el nacional.

### Bolivia
Kailaasa ha generado controversia en Bolivia debido a actividades fraudulentas dirigidas a comunidades indígenas. Representantes de Kailaasa establecieron acuerdos ilegales con líderes de los pueblos indígenas Baure, Cayubaba y Esse Ejja, ubicados en los departamentos de Beni y Pando. Estos acuerdos contemplaban el arrendamiento de aproximadamente 480.000 hectáreas de tierras por un período de mil años, con renovaciones automáticas y perpetuas, a cambio de pagos anuales que oscilaban entre 28.000 y 108.000 dólares.
Ante esta situación, el Ministerio de Relaciones Exteriores de Bolivia emitió un comunicado negando cualquier relación diplomática con los "Estados Unidos de Kailaasa", enfatizando que no reconocen su existencia como nación y que no mantienen vínculos oficiales con dicha entidad.
Además, las autoridades bolivianas han tomado medidas concretas, incluyendo la expulsión de 20 ciudadanos extranjeros vinculados a Kailaasa, acusados de estafa y tráfico de tierras en perjuicio de comunidades indígenas. La Fiscalía de Bolivia ha iniciado investigaciones por delitos de tráfico de tierras y organización criminal contra los implicados en estos contratos fraudulentos.

### Newark
En 2023, el alcalde de Newark, Ras Baraka, invitó a representantes de Kailaasa al ayuntamiento para firmar un "acuerdo de intercambio cultural". Funcionarios de la ciudad, incluido Baraka, se tomaron fotos y firmaron documentos para hacer de Newark una ciudad hermana de Kailaasa. Posteriormente, la alcaldía de Newark calificó el incidente como un "lamentable error", un miembro del consejo municipal lo describió como un "descuido", y los residentes de Newark expresaron su vergüenza porque las autoridades no se molestaron en hacer una simple búsqueda en Google para verificar si "Kailaasa" era realmente un país o una ciudad.